# Lars Dresler
Lars Gandrup Dresler, né le 2 janvier 1968 à Gentofte et mort le 7 novembre 1995 à Copenhague, est un patineur artistique danois. Il est quintuple champion du Danemark entre 1984 et 1988.

## Biographie

### Carrière sportive
Lars Dresler se forme au club de patinage de Gladsaxe (Gladsaxe Skøjteløber Forening). Il est entraîné par Lorna Brown. Il domine la patinage artistique masculin danois pendant cinq ans en devenant quintuple champion national entre 1984 et 1988.
Il représente son pays à trois mondiaux juniors (1981 à London, 1982 à Oberstdorf, 1983 à Sarajevo), six championnats européens (1984 à Budapest, 1985 à Göteborg, 1986 à Copenhague, 1987 à Sarajevo, 1989 à Birmingham et 1990 à Léningrad), six mondiaux seniors (1984 à Ottawa, 1985 à Tokyo, 1986 à Genève, 1987 à Cincinnati, 1988 à Budapest et 1990 à Halifax) et aux Jeux olympiques d'hiver de 1988 à Calgary dont il est le porte-drapeau de son pays.
Il arrête les compétitions sportives après les mondiaux de 1990.

### Mort
Lars Dresler meurt le 7 novembre 1995 à Copenhague, à l'âge de 27 ans.

## Palmarès
| Compétitions principales      | 1981    | 1982    | 1983    | 1984    | 1985    | 1986    | 1987    | 1988    | 1989    | 1990    |  |  |  |  |
| Jeux olympiques d'hiver       |         |         |         |         |         |         |         | 14e     |         |         |  |  |  |  |
| Championnats du monde         |         |         |         | 23e     | 24e     | 19e     | 16e     | 14e     |         | 23e     |  |  |  |  |
| Championnats d'Europe         |         |         |         | 19e     | 14e     | 12e     | 18e     |         | 9e      | 16e     |  |  |  |  |
| Championnats du Danemark      |         |         |         | 1er     | 1er     | 1er     | 1er     | 1er     |         |         |  |  |  |  |
| Championnats du monde juniors | 13e     | 22e     | 14e     |         |         |         |         |         |         |         |  |  |  |  |
|                               |         |         |         |         |         |         |         |         |         |         |  |  |  |  |
| Autres Compétitions           | 1980/81 | 1981/82 | 1982/83 | 1983/84 | 1984/85 | 1985/86 | 1986/87 | 1987/88 | 1988/89 | 1989/90 |  |  |  |  |
| Skate America                 |         |         |         |         |         |         |         |         | 4e      |         |  |  |  |  |
| Skate Canada                  |         |         |         |         |         |         |         | 7e      |         |         |  |  |  |  |
| Trophée de France             |         |         |         |         |         |         |         |         | 6e      | 9e      |  |  |  |  |
|                               |         |         |         |         |         |         |         |         |         |         |  |  |  |  |